# Serviços Centrais do Instituto Politécnico do Porto

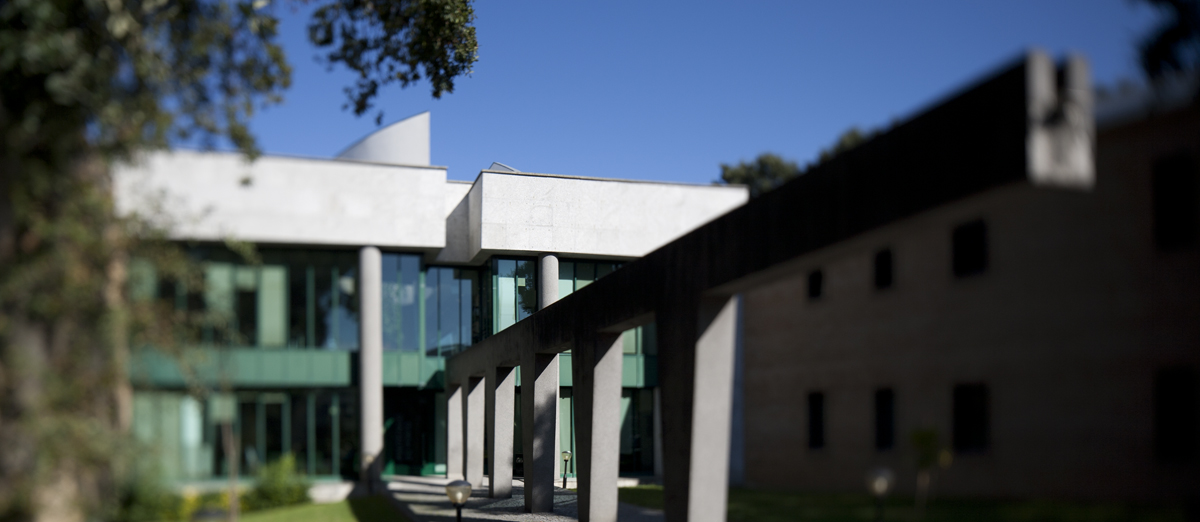
Presidência do Politécnico do Porto

Os Serviços Comuns do Instituto Politécnico do Porto é um edifício administrativo onde se articulam e coordenam as actividades das diferentes Unidades Orgânicas e executam as políticas e acções definidas pela Presidência do IPP. Foi projectado pelo arquitecto português Filipe Oliveira Dias em 1992 e inaugurado em 1995 pelo então Ministro do Ensino Superior Prof. Dr. Marçal Grilo.

## Características arquitectónicas
O edifício foi construído de raiz como equipamento administrativo de ensino. Destinado à presidência, administração e serviços académicos e gerais do Instituto Politécnico do Porto. A sua implantação observou a ecologia territorial do local, protegendo as espécies arbóreas existentes. As linhas rectas do exterior do edifício e a composição dos espaços no seu interior permitem uma distribuição funcional das várias áreas e facilitam a circulação dos utilizadores. O edifício dos Serviços Centrais possui características a salientar, tais como:
1. Tipologia volumétrica em H. Volumetricamente, o edifício destaca-se pelo articular de dois volumes complentados por um terceiro central. Caracteriza-se por um monólito que encerra todas as funcionalidades, organizadas de forma optimizada, permitindo circulações e distribuições claras e directas. A forma de H torcido do edifício, aliás perfeitamente contemporânea, foi considerada a mais adequada para a preservação da massa arbórea.
2. Escala humana. O edifício é servido por uma praça de acesso que adequa o dimensionamento do edifício à escala humana, onde está integrada uma escultura de grande porte, um aqueduto com linha de água, que a projecta num lago em espelho de água.
3. Luz natural. Não sendo possível assinalar frente e traseiras, pois tem quatro fachadas de destaque idêntico, todos os espaços dispõem de luz natural obtida através de adequadas fenestrações e clarabóias.
4. Arte em obra. Este edifício possui integrado de forma perene um painel cerâmico do Mestre Júlio Resende.